# Prairie Prince
Prairie Prince (Charlotte, 7 maggio 1950) è un batterista statunitense noto come membro delle band Jefferson Starship e The Tubes.

## Biografia
Prince è un membro dei The Tubes ed è stato uno dei membri fondatori dei Journey insieme a Neal Schon e Gregg Rolie. Tuttavia, lasciò i Journey dopo pochi mesi, prima che registrassero qualsiasi disco.
Successivamente ha lavorato con Chris Isaak, Paul Kantner, George Harrison, Richard Marx, Neil Hamburger, John Fogerty, Phil Lesh, John Ferenzik e l'ex tastierista dei Tubes e dei Grateful Dead Vince Welnick.
Nel 2006 è stato in tour con i New Cars, insieme a Todd Rundgren, il bassista Kasim Sulton (compagno di band di Rundgren negli Utopia), il chitarrista originale dei The Cars Elliot Easton e il tastierista Greg Hawkes. Continua a suonare con i Tubes e Todd Rundgren.

## Discografia

### Solista
- 2014 - Stearing at the Sun

### Con i Tubes
- 1975 - The Tubes
- 1976 - Young and Rich
- 1977 - Now
- 1978 - What Do You Want from Live
- 1979 - Remote Control
- 1981 - The Completion Backward Principle
- 1983 - Outside Inside
- 1985 - Love Bomb
- 1996 - Genius of America

### Con i New Cars
- 2006 - It's Alive

## Collaborazioni
- 1975 - Teaser - Tommy Bolin